# Чемпіонат Європи з настільних ігор
Чемпіонат Європи з настільних ігор (англ. European Board Game Championship) або Europe Masters — це командний чемпіонат з настільних ігор на європейському рівні, що проводиться з 2000 року. Перший турнір відбувся під час «Gen Con Benelux convention» в Нідерландах, а наступні змагання з 2001 року проходили на Spellenspektakel в Ейндговені і з 2003 року на Міжнародних днях ігор в Ессені. Europe Masters виник як продовження змагань Intergame, що проводилися з 1988 по 1998 рік. Кваліфікація здійснюється через національні чемпіонати, наприклад, у Німеччині — це Німецький командний чемпіонат з настільних ігор. Кожна команда складається з чотирьох гравців, які змагаються у чотирьох іграх, щоб визначити європейського командного чемпіона. У 2004 році, на честь п'ятої річниці, було проведено п'ять ігор. У 2006 році в чемпіонаті брали участь команди з таких країн: Бельгія, Німеччина, Франція, Ірландія, Італія, Велика Британія, Нідерланди, Швейцарія, Чехія, Угорщина. У 2007 році до них приєдналися команди з Фінляндії та Австрії, а у 2009 році — зі Швеції. З 2012 року в змаганнях бере участь також Канада. Найуспішнішою країною є Німеччина, яка здобула сімнадцять перемог, випередивши Велику Британію з сімома перемогами.
Талісманом чемпіонату є «Gioco» (італійською «гра»), скульптура, створена нідерландською скульпторкою Йоланда Клейс спеціально для Europe Masters.

## Формат
У кожній грі члени команди займають різні позиції: початковий гравець, 2-й, 3-й і 4-й. Це дозволяє кожному гравцю спробувати всі ролі та уникнути конкуренції з іншими учасниками своєї країни.. Очки для турніру нараховуються відповідно до місця, зайнятого в грі:
- 1-е місце = 5 очок
- 2-е місце = 3 очки
- 3-е місце = 2 очки
- 4-е місце = 1 очко

У разі, якщо місця ділять кілька гравців, очки додаються і діляться. Наприклад, якщо є чітко визначені перше та четверте місця, двоє інших гравців отримують (3+2)/2 = 2,5 очка.

## Intergame: попередник European Board Game Championship
З 1988 по 1998 роки проводилися європейські чемпіонати з настільних ігор під назвою Intergame. Чотири рази перемогу здобувала команда з Німеччини, тричі — з Австрії та Великої Британії, а один раз — з Нідерландів.
| Рік  | Переможець                         | Країна          |
| ---- | ---------------------------------- | --------------- |
| 1988 | Кельн-Боннська команда             | Німеччина       |
| 1989 | Bloodstock                         | Велика Британія |
| 1990 | Die Kopiersklaven                  | Німеччина       |
| 1991 | The Hopeless                       | Австрія         |
| 1992 | The Awful Green Things from Vienna | Австрія         |
| 1993 | The Hopeless                       | Австрія         |
| 1994 | De Bloedjes                        | Нідерланди      |
| 1995 | Die Legionäre                      | Німеччина       |
| 1996 | Emslandske Speelfroende            | Німеччина       |
| 1997 | Mix & Max                          | Велика Британія |
| 1998 | The Good                           | Велика Британія |

## Переможці European Board Game Championship
| Рік  | Переможець                                   | Країна          | Команди | Гравці | Країни | Ігри                                                                      |
| ---- | -------------------------------------------- | --------------- | ------- | ------ | ------ | ------------------------------------------------------------------------- |
| 2000 | The Uninspired                               | Велика Британія | 20      | 80     | 4      | La Città, Carolus Magnus, The Princes of Florence, Merchants of Amsterdam |
| 2001 | Emslandske Speelfroende                      | Німеччина       | 19      | 78     | 4      | Africa, Cartagena, M, Odysseus                                            |
| 2002 | The Uninspired                               | Велика Британія | 21      | 84     | 6      | Emerald, Mexica, Medina, Titicaca                                         |
| 2003 | Eiswürfel                                    | Німеччина       | 16      | 64     | 8      | Eiszeit, Lara Croft, Magna grecia, Netzwerk                               |
| 2004 | Die Magiër von Midgard                       | Німеччина       | 25      | 100    | 9      | Hansa, Ticket to Ride, Media Mogul, San Juan, Maharaja                    |
| 2005 | ESCH Treff                                   | Німеччина       | 30      | 120    | 9      | Himalaya, Louis XIV, Im Schatten des Kaisers, Das Zepter von Zavandor     |
| 2006 | Sharkbait                                    | Велика Британія | 28      | 112    | 10     | Baron, Mesopotamia, Augsburg 1520, Caylus                                 |
| 2007 | Epsilon kleiner Null                         | Німеччина       | 32      | 128    | 11     | The Pillars of the Earth, Leonardo da Vinci, Origo, Yspahan               |
| 2008 | Sharkbait                                    | Велика Британія | 28      | 112    | 11     | Neuland, Amyitis, Sechsstädtebund, Im Jahr des Drachens                   |
| 2009 | Los Caballeros                               | Фінляндія       | 34      | 136    | 11     | Diamonds Club, Small World, Chicago Express, Funkenschlag                 |
| 2010 | The LOST                                     | Франція         | 31      | 124    | 11     | Assyria, Dungeon Lords, Opera, Vasco da Gama                              |
| 2011 | Trebotov                                     | Чехія           |         |        |        | 7 Wonders, Navegador, Olympos, Troyes                                     |
| 2012 | Das Team mit dem Paukenschlag                | Німеччина       |         |        |        | Village, Vanuatu, Airlines Europe, Last Will                              |
| 2013 | Brettspielteam Hamburg                       | Німеччина       | 31      | 124    | 12     | Ginkgopolis, Myrmes, Die Paläste von Carrara, Keyflower                   |
| 2014 | Das Team mit dem Paukenschlag                | Німеччина       | 34      | 136    | 12     | Istanbul, Concordia, Florenza, Glück auf                                  |
| 2015 | Brettspielteam Hamburg                       | Німеччина       | 29      | 116    | 14     | Five Tribes, Orléans, Deus, Zhanguo                                       |
| 2016 | Poslední Nadĕje                              | Чехія           |         |        |        | The Voyages of Marco Polo, Automania, Burgen von Burgund, Shakespeare     |
| 2017 | Nash Equilibrium                             | Чехія           | 29      | 116    | 14     | Great Western Trail, Lorenzo der Prächtige, Honsu, First Class            |
| 2018 | Das Team mit dem Paukenschlag                | Німеччина       | 32      | 128    | 11     | Clans of Caledonia, Haven and Ale, Keyper, Pulsar 2849                    |
| 2019 | Brettspielteam Hamburg 1                     | Німеччина       | 38      | 152    | 12     | Gùgōng, Newton, Solenia, Coimbra                                          |
| 2023 | Das Team mit dem Paukenschlag                | Німеччина       | 28      | 112    | 11     | Lacrimosa, Наступна станція Лондон, Starship Captains, Tiletum            |
| 2024 | Brettspielverein Bindlach — Die Outlawkumpes | Німеччина       | 33      | 132    | 12     | Каскадія, Kutná Hora, Port Royal — The Dice Game, The White Castle        |
| 2025 |                                              |                 |         |        |        | 7 Empires, Botanicus, Cities, Лісова метушня + Alpin Expansion            |